# Bospoortbrug
De Bospoortbrug is een betonnen brug over het Kanaal Charleroi-Brussel op het einde van de Sint-Rochusstraat in Halle in Vlaams-Brabant. De brug is een deel van de N28, die Nijvel met Ninove verbindt.
De 12,71 m brede brug werd gebouwd in 1955 en bestaat uit één overspanning van 21,83 m en twee verdoken zijoverspanningen. De doorvaarthoogte bedraagt 4,5 m. De brug bevindt zich in de buurt van het station Halle. Deze brug en de brug aan het sas zijn de enige mogelijkheden om in Halle het kanaal over te steken. Doordat aan de Bospoortbrug acht straten samenkomen, leidt dit dikwijls tot verkeerscongestie.
In 1940 werd de Bospoortbrug door Engelse troepen gedeeltelijk opgeblazen om de opmars van de Duitsers te vertragen. Niet alleen de brug, maar ook een groot deel van de buurt werd mee opgeblazen. In 1955 werd de Bospoortbrug voor een deel vernieuwd. Bij de inhuldiging werd een braderie georganiseerd, die tot op heden ieder jaar wordt herhaald.
De brug is genoemd naar de Bospoort, de toegang tot de toenmalige Bosstraat. Later werd deze straat hernoemd in Basiliekstraat.
Bij Waterwegen en Zeekanaal, de beheerder van het kanaal op Vlaams grondgebied, zijn er plannen om het kanaal te verbreden om grotere vrachtschepen toe te laten op het kanaal. Daarvoor zou er onder andere een nieuwe beweegbare brug gebouwd moeten worden op de plaats van de Bospoortbrug. Het gemeentebestuur van Halle is sterk gekant tegen deze plannen.
Na een grondige inspectie in 2010 werd besloten de brug te vernieuwen; tot na die vernieuwingswerken mochten enkel nog voetgangers en fietsers de brug gebruiken. Al het andere (zwaardere) verkeer mocht de brug niet overschrijden en moet een grote omweg maken. Deze werken zijn ondertussen afgerond.